# Херенталс (хоккейный клуб)
«Херенталс» (фр. HYC Herentals) — команда по хоккею с шайбой из Херенталса. Домашней ареной клуба является стадион «Ледовый Центр Нетпарк».

## История
Клуб был основан в 1971 году и спустя десять лет выиграл свой первый титул в Бельгийской хоккейной лиге. В 2010 году команда перешла в Эредивизие. Тем не менее, в Бельгийской лиге участвует дубль клуба.

## Достижения
- Бельгийская хоккейная лига:
  - Чемпион (9)  : 1981, 1984, 1985, 1993, 1994, 1997, 1998, 2002, 2009
- Кубок Бельгии по хоккею с шайбой:
  - Обладатель (9)  : 1986, 1989, 1991, 1995, 1999, 2000, 2003, 2012, 2013